# Luperus lyperus
Luperus lyperus is een keversoort uit de familie bladkevers (Chrysomelidae). De wetenschappelijke naam van de soort werd in 1776 gepubliceerd door Johann Heinrich Sulzer.